# Mexigidiella chitalensis
Mexigidiella chitalensis is een vlokreeftensoort uit de familie van de Bogidiellidae. De wetenschappelijke naam van de soort is voor het eerst geldig gepubliceerd in 1981 door G. Karaman.